# Горисский краеведческий музей
Горисский краеведческий музей (арм . Գորիսի երկրագիտական թանգարան) — музей в городе Горис Сюникской области Армении.
На сегодняшний день, коллекция состоит из более чем 5000 этнографических и археологических экспонатов, которые рассказывают историю культурного наследия и традиции региона.

## История
Первоначально расположенный в заброшенной на тот момент церкви, Горисский краеведческий музей открылся в 1948 году и был первым музеем в Сюнике . Музей был закрыт в 1988 году для сохранности коллекции во время Нагорно-Карабахского конфликта и возобновил свою работу в 2001 году, когда коллекция переехала в здание городского Драматического театра.
Музей расположен в центре Гориса, недалеко от центральной площади. Посетители могут узнать музей по каменным скульптурам и хачкарам, стоящим снаружи.

## Коллекция
Музей рассказывает богатую историю Гориса и его окрестностей, который исторически, с древнейших времен и до наших дней, был процветающим центром Сюника. Город имеет долгую историю резьбы по камню и обработки металла. В коллекции музея более 5000 предметов, из которых 400–500 экспонируются, иллюстрирующих обе эти культурные традиции. В коллекцию вошли предметы из материалов царского и советского периода, а также предметы от бронзового века до современности.
Коллекции музея включают различное оружие, амуницию, керамику, бронзовые украшения и украшения из бисера, некоторые с полудрагоценными камнями, а также этнографические предметы, свидетельствующие о богатой истории региона. Важной составляющей коллекции музея являются оригинальные документы начала XX века, повествующие о героических подвигах армян как в Первой Мировой войне, так и в войне с турками. В непосредственной близости от музея было найдено множество предметов.
Особое значение имеет пятиликий идол, датируемый II тысячелетием до нашей эры. Это особый дохристианский артефакт, представляющий уникальный тип образности. Он был найден в селе Аргиз (между Татевом и Горисом), и его раскопки позволили предположить местонахождение существовавшего на этом месте языческого поселения. Еще одним значимым экспонатом, выставленным в музее, является бронзовый лев VII века до нашей эры (урартский период), символ урартских царей.

### Галерея

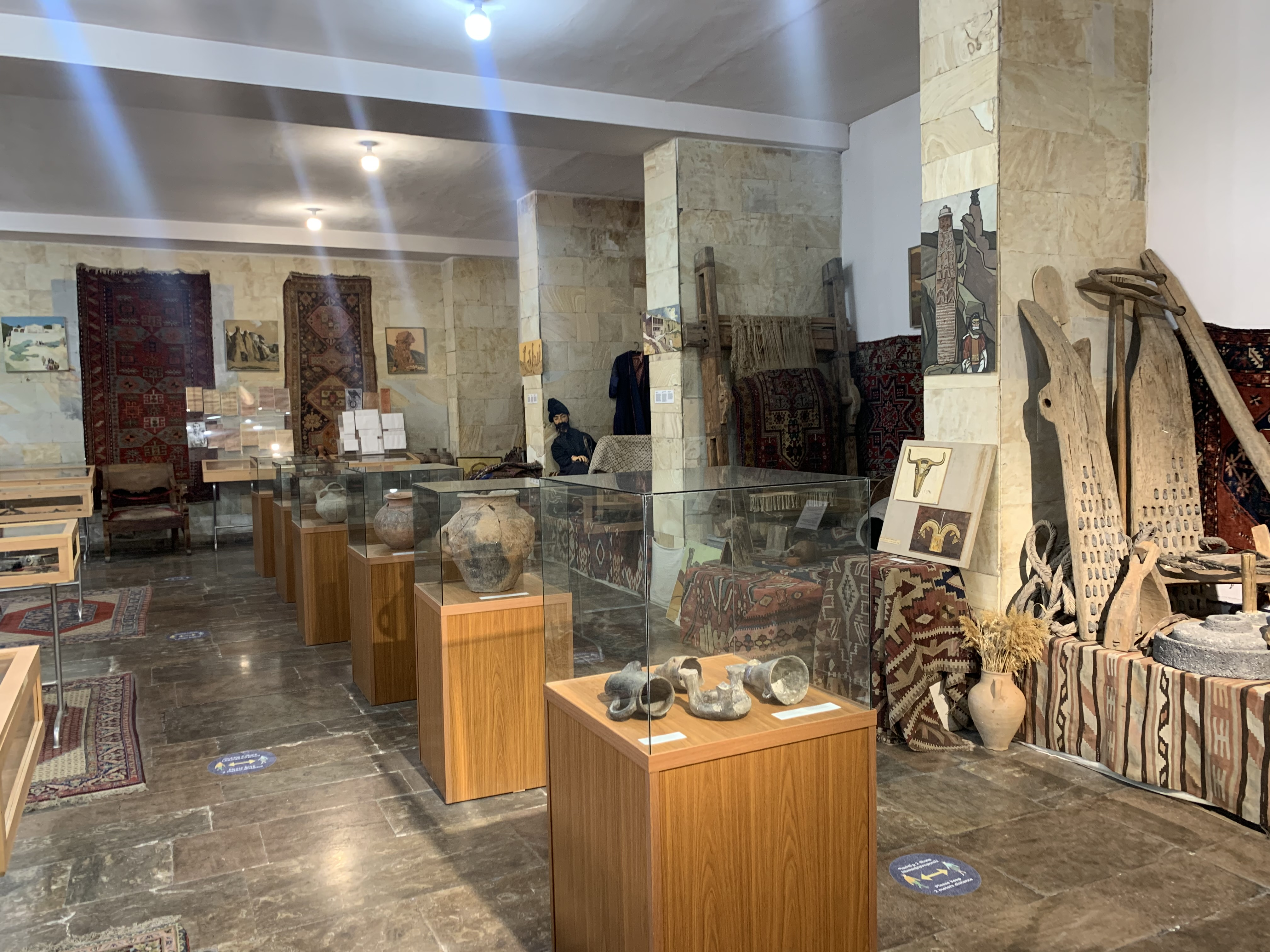
Экспозиция музея
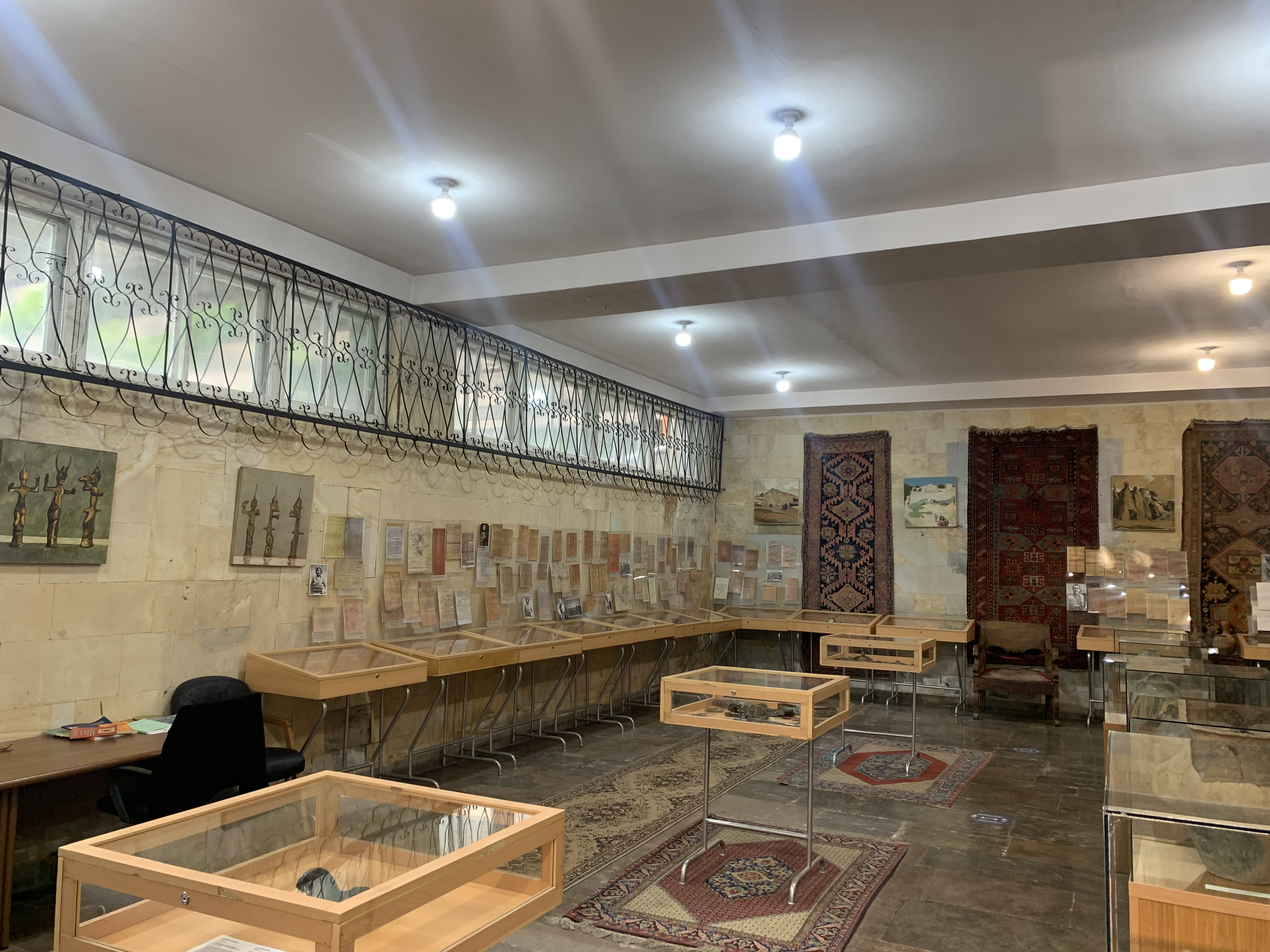
Экспозиция музея
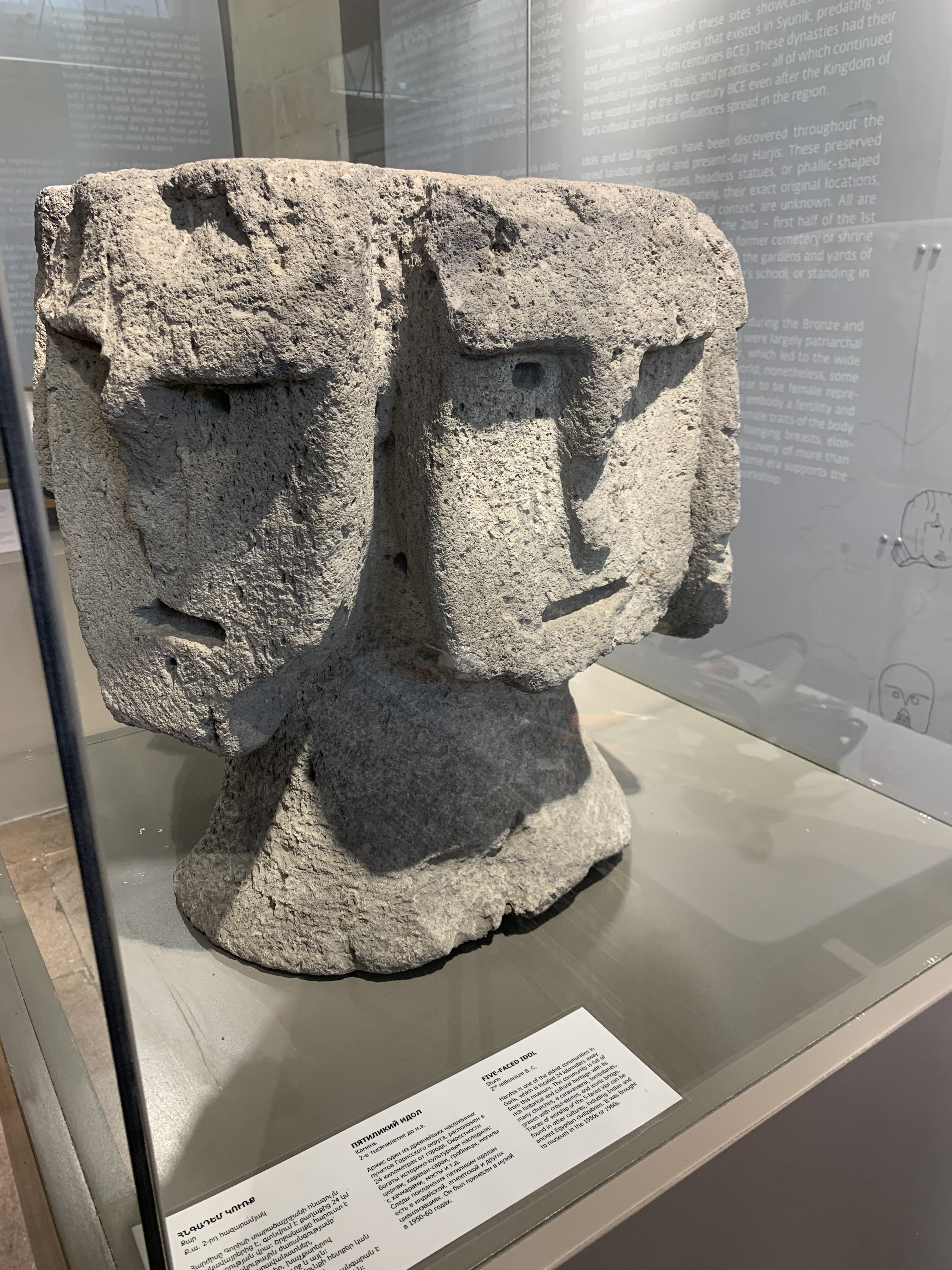
Пятиликий идол, 2 тысячелетие до н. э., село Аргис.
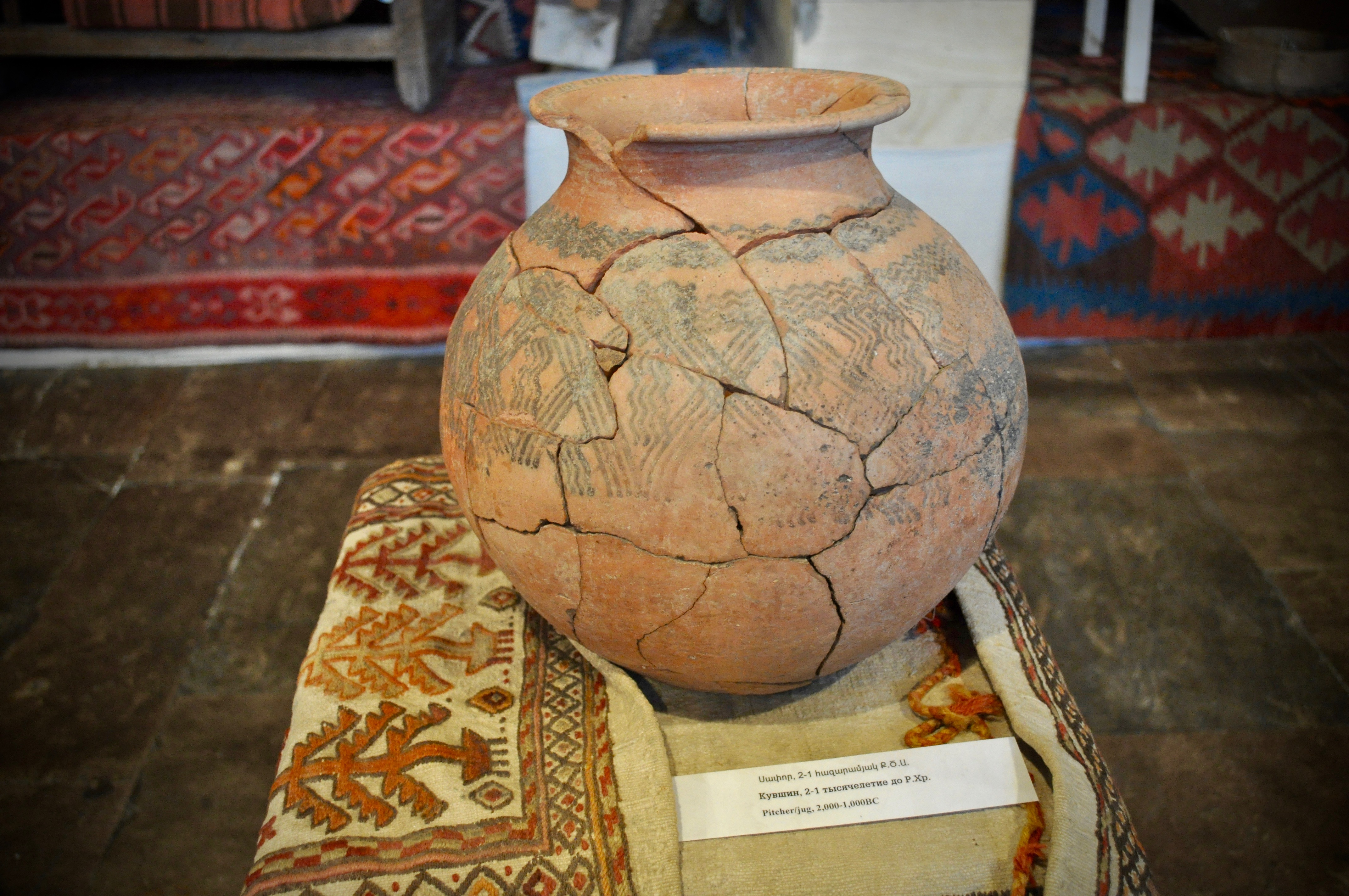
Глиняный сосуд, 2-1 тыс. до н.э., село Аргис
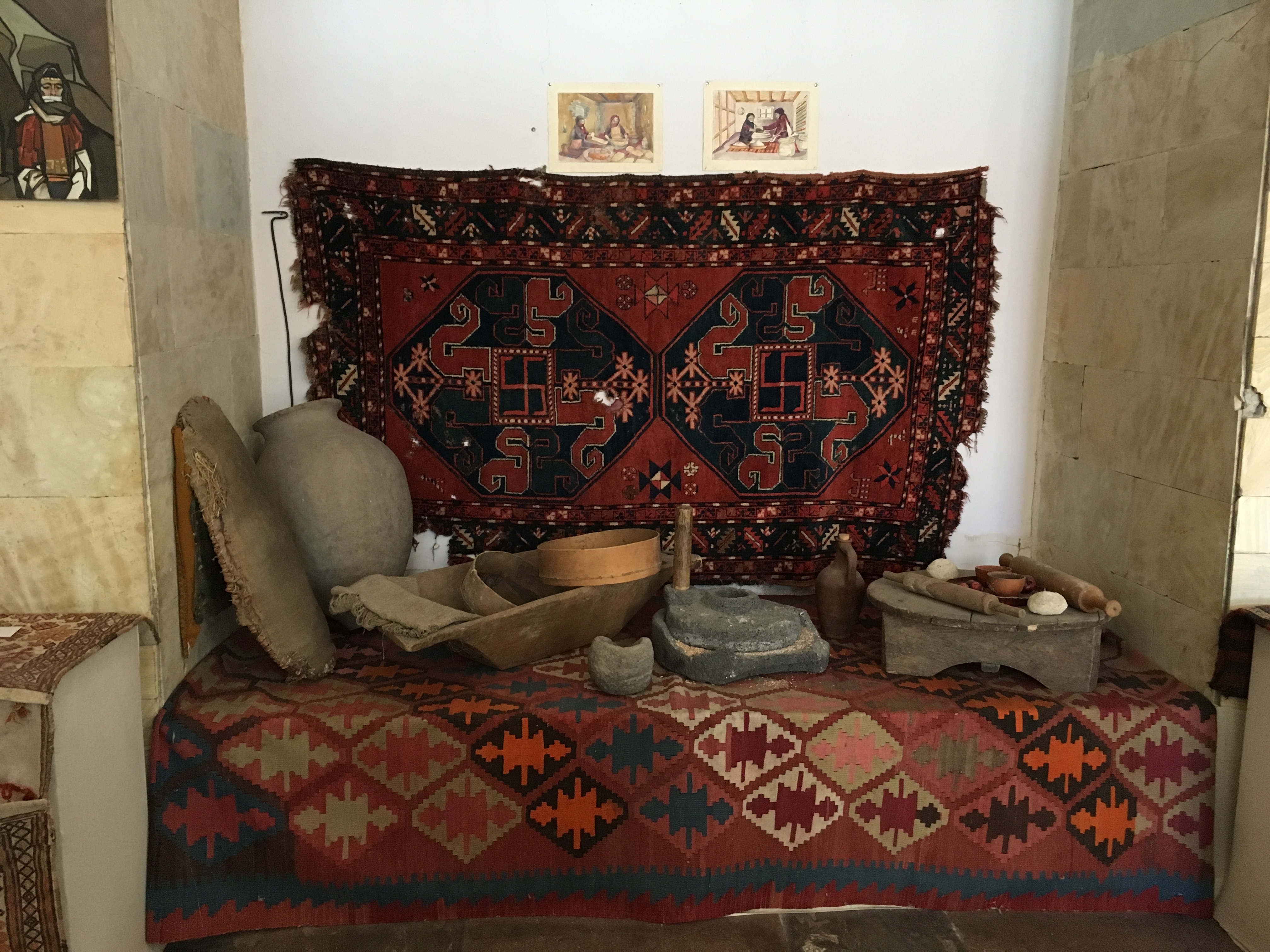
Предметы, связанные с традицией хлебопечения
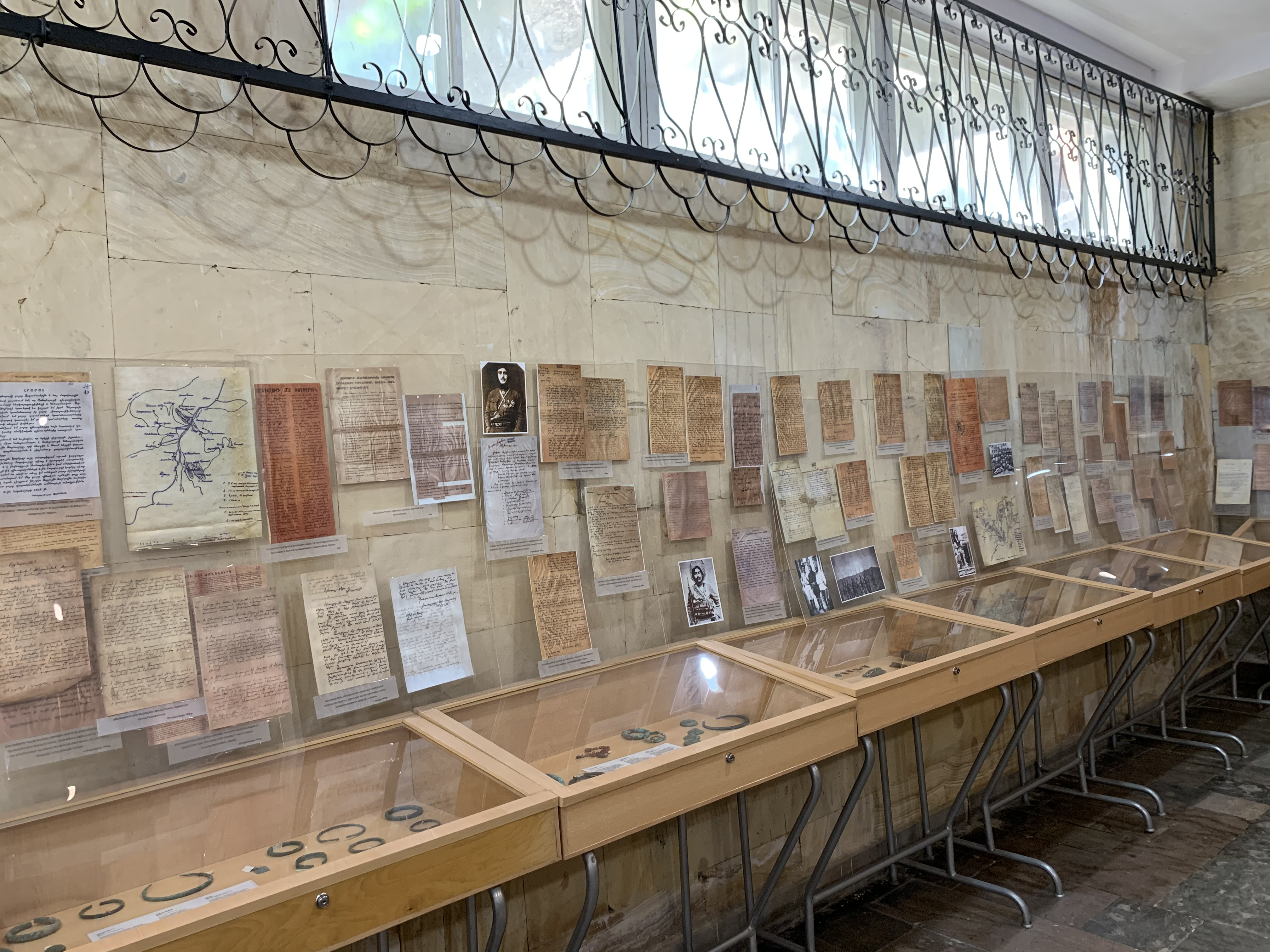
Экспозиция, посвященная Гарегину Тер-Арутюнян
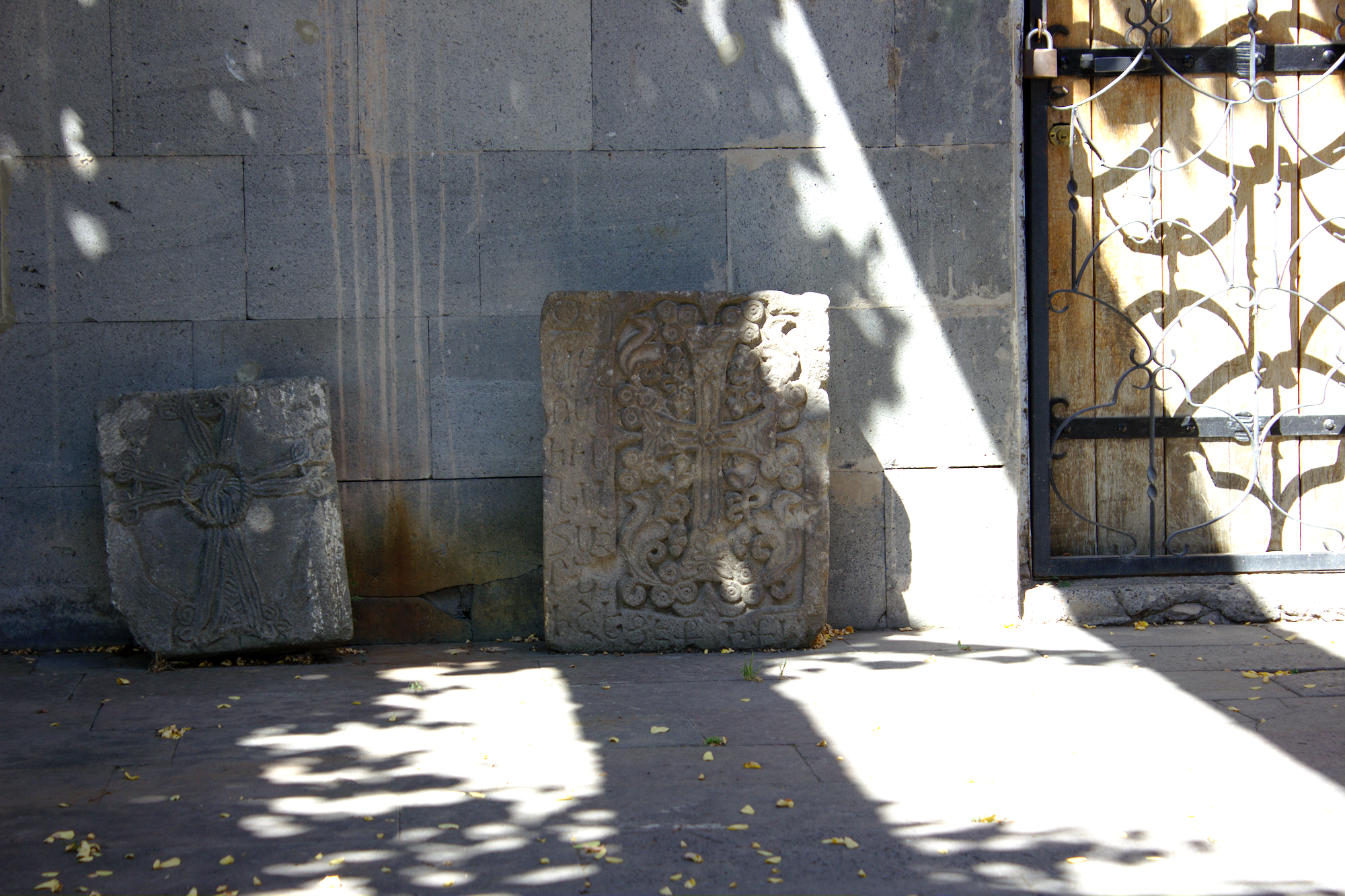
Древние Хачкары

## Внешние ссылки
- Краеведение